# تولیو باراگلیا
تولیو باراگلیا (انگلیسی: Tullio Baraglia; ۲۱ ژوئیهٔ ۱۹۳۴ – ۲۳ نوامبر ۲۰۱۷) قایقران روئینگ اهل ایتالیا بود.
وی در مسابقات کشوری و بین‌المللی در مجموع برندهٔ ۱ مدال طلا، ۱ مدال نقره، ۱ مدال برنز شده‌است.